# Scalesia atractyloides
Espèce
Synonymes
- Scalesia atractyloides var. atractyloides[1]
- Scalesia darwinii Hook.f.[2] [1]

Statut de conservation UICN

 CR A1ace, B1+2bcde, C2a, D : 
En danger critique
Scalesia atractyloides est une espèce de plantes à fleurs de la famille des Asteraceae endémique des îles Galápagos.

## Liste des variétés
Selon Catalogue of Life (12 avril 2019) :
- variété Scalesia atractyloides var. darwinii

Selon Tropicos (12 avril 2019) (Attention liste brute contenant possiblement des synonymes) :
- variété Scalesia atractyloides var. atractyloides
- variété Scalesia atractyloides var. darwinii (Hook. f.) Eliasson

Selon World Register of Marine Species (12 avril 2019) :
- variété Scalesia atractyloides var. atractyloides
- variété Scalesia atractyloides var. darwinii (Hook.f.) Eliasson

## Publication originale
- A Natural System of Botany; or, A Systematic View of The Organization, Natural Affinities and Geographical Distribution, of the whole Vegetable Kingdom; ... (second edition) 443. 1836.